# Juan Mora Fernández
Juan Mora Fernández (San José, 12 luglio 1784 – San José, 16 novembre 1854) è stato un politico costaricano.

## Biografia
Presidente della Costa Rica dal 1824 al 1833 e vicepresidente dal 1837, fu fautore di una profonda riforma terriera che portò alla creazione di una classe di potenti baroni del caffè.
Fu esiliato nel 1838.